# 김두한 2 - 협객 김두한
"김두한 2 - 협객 김두한"은 한국에서 제작된 김효천 감독의 1975년 액션, 드라마 영화이다. 이대근 등이 주연으로 출연하였고 신태선 등이 제작에 참여하였다.

## 출연

### 주연
- 이대근
- 독고성
- 서미경

### 조연
- 김영인
- 문오장
- 박종설
- 이일웅